# أمين أوقست جونيور
أمين أوقست جونيور (بالإنجليزية: Amin August)‏ هو لاعب كرة قدم بليزي في مركز الهجوم، ولد في 16 أغسطس 1990 في بليز. شارك مع منتخب بليز لكرة القدم.

## وصلات خارجية
- أمين أوقست جونيور على موقع قاعدة بيانات كرة القدم.إي يو (الإنجليزية)
- أمين أوقست جونيور على موقع ناشيونال فوتبول تيمز (الإنجليزية)
- أمين أوقست جونيور على موقع Soccerway.com (الإنجليزية)